# Manuel Botelho de Oliveira
Manuel Botelho de Oliveira (Salvador, 1636 — Salvador, 5 de janeiro de 1711) foi um advogado, político e um poeta barroco do Brasil Colônia. Foi o primeiro autor nascido no Brasil a ter um livro publicado.
Filho de um capitão de infantaria, cursou  Direito na Universidade de Coimbra, em Portugal. De volta ao Brasil, passou a exercer a advocacia e foi eleito vereador da Câmara de Salvador. Em 1694 tornou-se capitão-mor dos distritos de Papagaio, Rio do Peixe e Gameleira, cargo obtido em função de empréstimo de 22 mil cruzados para a criação da Casa da Moeda, na Bahia.
Manuel Botelho de Oliveira conviveu com Gregório de Matos e versou sobre os temas correntes da poesia de seu tempo.

## Obra
A sua primeira obra impressa foi Mal Amigo, escrita em 1663 e publicada em Coimbra. A principal obra é a coletânea de poemas Música do Parnaso, reunindo poemas em português, castelhano, italiano e latim e duas comédias em espanhol, Hay amigo para amigo e Amor, Engaños, y Celos. Escrita em 1705 e publicada em Lisboa, tornou-o o primeiro autor nascido no Brasil a ter um livro impresso.
Na obra, destaca-se o poema À Ilha de Maré, com vocabulário típico dos barrocos, e um dos primeiros a louvar a terra e descrever com esmero a variedade de frutos e legumes brasileiros, lembrando sempre a inveja que fariam às metrópoles européias É neste poema que pela primeira vez que aparece na poesia uma descrição da natureza tropical, com seus pescados, suas frutas, seus legumes.